# Amphimedon complanata
Amphimedon complanata es una especie de esponja del género Amphimedon, familia Niphatidae, clase Demospongiae. Fue descrita por Duchassaing en 1850.
Como la mayoría de las esponjas, esta especie tiene un cuerpo poroso y una superficie dura parecida a una roca. Además, Amphimedon complanata también puede absorber oxígeno del agua a través del proceso de difusión.